# Marcin Zaremba (historyk)
Marcin Błażej Zaremba (ur. 25 sierpnia 1966 w Warszawie) – polski historyk, doktor habilitowany nauk humanistycznych, pracownik Instytutu Studiów Politycznych PAN, nauczyciel akademicki Uniwersytetu Warszawskiego, badacz dziejów najnowszej historii Polski.

## Życiorys
Ukończył IX Liceum Ogólnokształcące im. Klementyny Hoffmanowej w Warszawie. Jest absolwentem historii Uniwersytetu Warszawskiego (1992), gdzie obronił pracę magisterską Trzy paradygmaty nacjonalizmu. na przykładzie Łotwy, Estonii i Litwy w latach trzydziestych XX wieku pod kierunkiem Marcina Kuli oraz socjologii (1999). Doktoryzował się w 2000 na podstawie pracy Komunizm, legitymizacja, nacjonalizm. Nacjonalistyczna legitymizacja władzy politycznej w Polsce do 1980 r., której promotorem był również Marcin Kula. Praca ta została wydana jako Komunizm, legitymizacja, nacjonalizm. Nacjonalistyczna legitymizacja władzy politycznej w Polsce w 2001. Stopień doktora habilitowanego uzyskał w 2013 na Uniwersytecie Warszawskim na podstawie dorobku naukowego oraz pracy Wielka Trwoga. Polska 1944–1947. W 2021 został powołany na stanowisko profesora Uniwersytetu Warszawskiego.
W 1991 został pracownikiem Instytutu Studiów Politycznych PAN. Został także zatrudniony w Instytucie Historii Uniwersytetu Warszawskiego, autorem wielu artykułów poświęconych najnowszej historii Polski, publikowanych przede wszystkim na łamach „Gazety Wyborczej” i „Polityki” oraz książek poświęconych najnowszej historii Polski, sekretarz jury Nagród Historycznych „Polityki”. Laureat nagrody im. Jerzego Turowicza (2015).

## Publikacje

### Książki
- (redakcja) Marzec 1968. Trzydzieści lat później: materiały z konferencji zorganizowanej pod patronatem prezydenta m. stoł. Warszawy przez Instytut Historyczny UW, Instytut Studiów Politycznych PAN oraz Żydowski Instytut Historyczny przy współpracy Wydawnictwa Naukowego PWN na Uniwersytecie Warszawskim 6 i 7 marca 1998 r., t. 1: Referaty, pod red. Marcina Kuli, Piotra Osęki i Marcina Zaremby, Warszawa: PWN 1998.
- Komunizm, legitymizacja, nacjonalizm: nacjonalistyczna legitymizacja władzy komunistycznej w Polsce, Warszawa: „Trio” – Instytut Studiów Politycznych Polskiej Akademii Nauk 2001 (wyd. 2 – 2005).
- (redakcja) PRL – trwanie i zmiana, pod red. nauk. Dariusza Stoli i Marcina Zaremby, Warszawa: Wyższa Szkoła Przedsiębiorczości i Zarządzania im. Leona Koźmińskiego 2003.
- Wielka trwoga: Polska 1944–1947: ludowa reakcja na kryzys, Kraków–Warszawa: Społeczny Instytut Wydawniczy „Znak” – Instytut Studiów Politycznych Polskiej Akademii Nauk 2012.
- Wielkie rozczarowanie. Geneza rewolucji Solidarności, Kraków: Znak Horyzont 2023

### Wybory źródeł
- Dzień po dniu w raportach SB oraz Wydziału Organizacyjnego KC PZPR: aneks źródłowy, w oprac. Marcina Zaremby, Warszawa: PWN 1998.
- Wizyta Jana Pawła II w Polsce 1979: dokumenty KC PZPR i MSW, wstęp i oprac. Andrzej Friszke i Marcin Zaremba, Warszawa: Instytut Studiów Politycznych PAN – Towarzystwo „Więź” 2005.
- Rozmowy na Zawracie: taktyka walki z opozycją demokratyczną: październik 1976 – grudzień 1979, przedmowa i oprac. Andrzej Friszke, wybór Andrzej Friszke, Marcin Zaremba, Warszawa: Instytut Studiów Politycznych Polskiej Akademii Nauk 2008.